# Sycophila florida
Sycophila florida is een vliesvleugelig insect uit de familie Eurytomidae. De wetenschappelijke naam is voor het eerst geldig gepubliceerd in 1917 door Girault.